# Magdalena Chezan
Magdalena Chezan-Bartoș (Bucarest, 23 de julio de 1954) es una deportista rumana que compitió en esgrima, especialista en la modalidad de florete. Ganó cinco medallas de bronce en el Campeonato Mundial de Esgrima entre los años 1973 y 1978.

## Palmarés internacional
| Campeonato Mundial | Campeonato Mundial       | Campeonato Mundial | Campeonato Mundial  |
| Año                | Lugar                    | Medalla            | Prueba              |
| ------------------ | ------------------------ | ------------------ | ------------------- |
| 1973               | Gotemburgo (Suecia)      | Medalla de bronce  | Florete por equipos |
| 1974               | Grenoble (Francia)       | Medalla de bronce  | Florete por equipos |
| 1975               | Budapest (Hungría)       | Medalla de bronce  | Florete por equipos |
| 1977               | Buenos Aires (Argentina) | Medalla de bronce  | Florete por equipos |
| 1978               | Hamburgo (RFA)           | Medalla de bronce  | Florete por equipos |